# Fleur de lis

Fleur de lis

De fleur de lis (ook fleur-de-lis, fleur-de-lys of 'Franse lelie') wordt gebruikt in de heraldiek, waar ze vooral geassocieerd wordt met Frankrijk. De lelie is in de leer der emblemata een symbool van de maagd Maria, van zuiverheid en maagdelijkheid. De lelie wordt in tal van familiewapens en wapens van steden, provincies en genootschappen gebruikt. De lelie is het heraldische symbool van Florence.

## Naamsverwarring
De naam betekent letterlijk 'leliebloem', hoewel het symbool in feite een gestileerde iris is, die in het Nederlands echter ook wel een lis genoemd wordt. Lys of lis betekent in het Frans echter wel degelijk lelie. Hoewel deze verwarring plus de uiterlijke en taalkundige gelijkenissen tussen de iris en de lelie anders doen verwachten, zijn de twee bloemen niet deel van dezelfde plantkundige familie.

## Geschiedenis

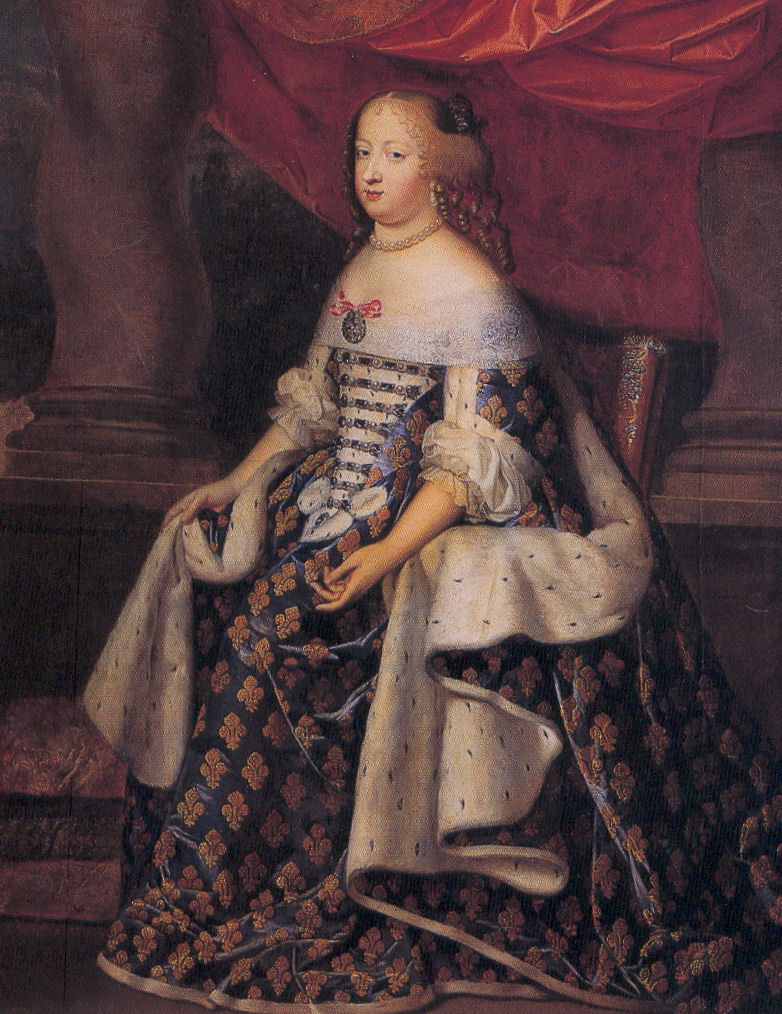
De geborduurde fleurs de lis (portret van Maria Theresia van Oostenrijk door Charles Beaubrun)

Een gouden lelie op een blauw veld wordt 'Franse lelie' genoemd. De associatie van Franse koningen met een lelie speelt een belangrijke rol in de sagen over de kroning van Clovis. Tijdens deze kroning zou niet alleen de Maagd Maria zijn verschenen, die Clovis een lelie had gegeven, maar er zou ook een vaatje olie uit de hemel zijn gevallen, waarmee Clovis uiteindelijk werd gezalfd. De lelie werd dan ook gebruikt door koningen om aan te tonen dat ze hun macht van God zelf gekregen hadden. Het wapen van de Franse koningen bestond tot 1376 uit een veld van azuur bezaaid met lelies van goud; nadien werden het drie gouden lelies (twee boven - een onder) op een veld van azuur. Op grond van hun aanspraken op de Franse troon hebben de koningen van Engeland en Groot-Brittannië vanaf de 14e eeuw tot 1801 de Franse wapens met de lelies in hun eigen wapens opgenomen.
Gouden lelies op een witte achtergrond bleven op de Franse vlag tot de Franse Revolutie, toen de vlag werd vervangen door de Tricolore. De lelievlag werd echter opnieuw ingevoerd na de terugkeer naar het ancien régime in 1814, maar werd weer afgeschaft na de revolutie tegen Karel X van Frankrijk in 1830.
De lelies van de Valois en Bourbons vonden hun weg op de wapens van tal van landen die door hen werden geregeerd. De Bourgondische hertogen voerden als zijtak van het Frans koninklijk huis de lelies in hun wapen. Oud Bourgondië had een veld bezaaid met lelies, nieuw Bourgondië, Anjou en de Bourbons voerden drie lelies waarbij de drie lelies van de zijtakken steeds binnen een schildzoom zijn geplaatst.
Tot aan 1832 werden veroordeelde misdadigers in Frankrijk soms gebrandmerkt met een heet ijzer in de vorm van de fleur de lis, vooral in het geval van diefstal en prostitutie.

## Hedendaags gebruik

Het scoutingsymbool

De fleur de lis wordt nog altijd afgebeeld op wapens en vlaggen van een groot aantal Franstalige gebieden. Zo toont de vlag van Québec, een provincie van Canada, vier van dergelijke symbolen. Ook de Franse regio's Bourgondië, Île-de-France, Pays de la Loire en vele departementen tonen een of meerdere fleurs de lis in hun vlaggen.
Een fleur de lis is te vinden op de vlag van het Brussels Hoofdstedelijk Gewest.
Een aantal Nederlandse gemeenten ontlenen hun fleur de lis aan het familiewapen van Cornelis Lely, de auteur van het plan tot inpoldering van de Zuiderzee. Het gaat daarbij om de gemeenten Wieringermeer, Noordoostpolder, Lelystad, Dronten, Zeewolde en Almere en de provincie Flevoland. Daarnaast zijn er een aantal andere gemeenten die een fleur de lis voeren, waaronder Beverwijk, Roermond en Zwartewaterland.
De fleur de lis is terug te vinden op de wapens van Canada, Servië en Spanje. Ze is ook een symbool van Bosnië en Herzegovina. Koning Tvrtko I was waarschijnlijk de eerste die het gebruikte. Tussen 1992 en 1995 toonde de vlag van Bosnië en Herzegovina ook fleurs de lis (Bosnisch: ljiljan).
De fleur de lis is ook bekend bij scouting. Ze komt veelal terug op vlaggen van landelijke en regionale scoutingverenigingen. Ook op het internationale symbool van scouting komt het teken terug.
Alhoewel velen het scoutingsymbool de Franse lelie noemen, is dit een misverstand. Toen Baden-Powell het logo voor de padvinders ontwierp, dacht hij aan de noordpijl op veel kaarten en kompassen, niet aan het teken dat werd gebruikt door het Franse vorstenhuis en latere aanhangers daarvan. In Frankrijk kozen de diverse scoutingorganisaties logo's die zo weinig mogelijk op een Franse lelie leken, zoals een pijl en boog, een haan of een krukkenkruis. Hoewel de benaming Franse lelie vaak wordt gebruikt, is de juiste benaming dus 'pijlpunt', 'pijlkop', 'noordpijl' of 'kompasroos'.

## Galerij van fleurs de lis

### Vlaggen en wapens

Wapenschild van koninklijk Frankrijk (Ancien)
Wapenschild van koninklijk Frankrijk (Modern)
Wapen van Lelystad, Nederland
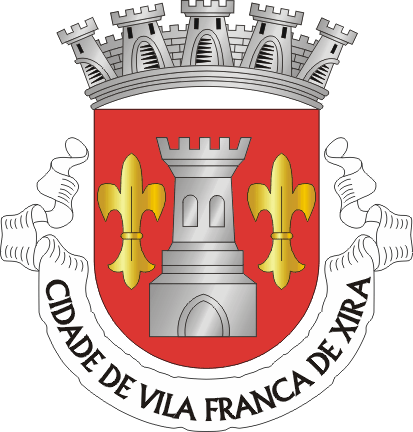
Wapen van Vila Franca de Xira, Portugal
Vlag van New Orleans, Verenigde Staten

### Elders

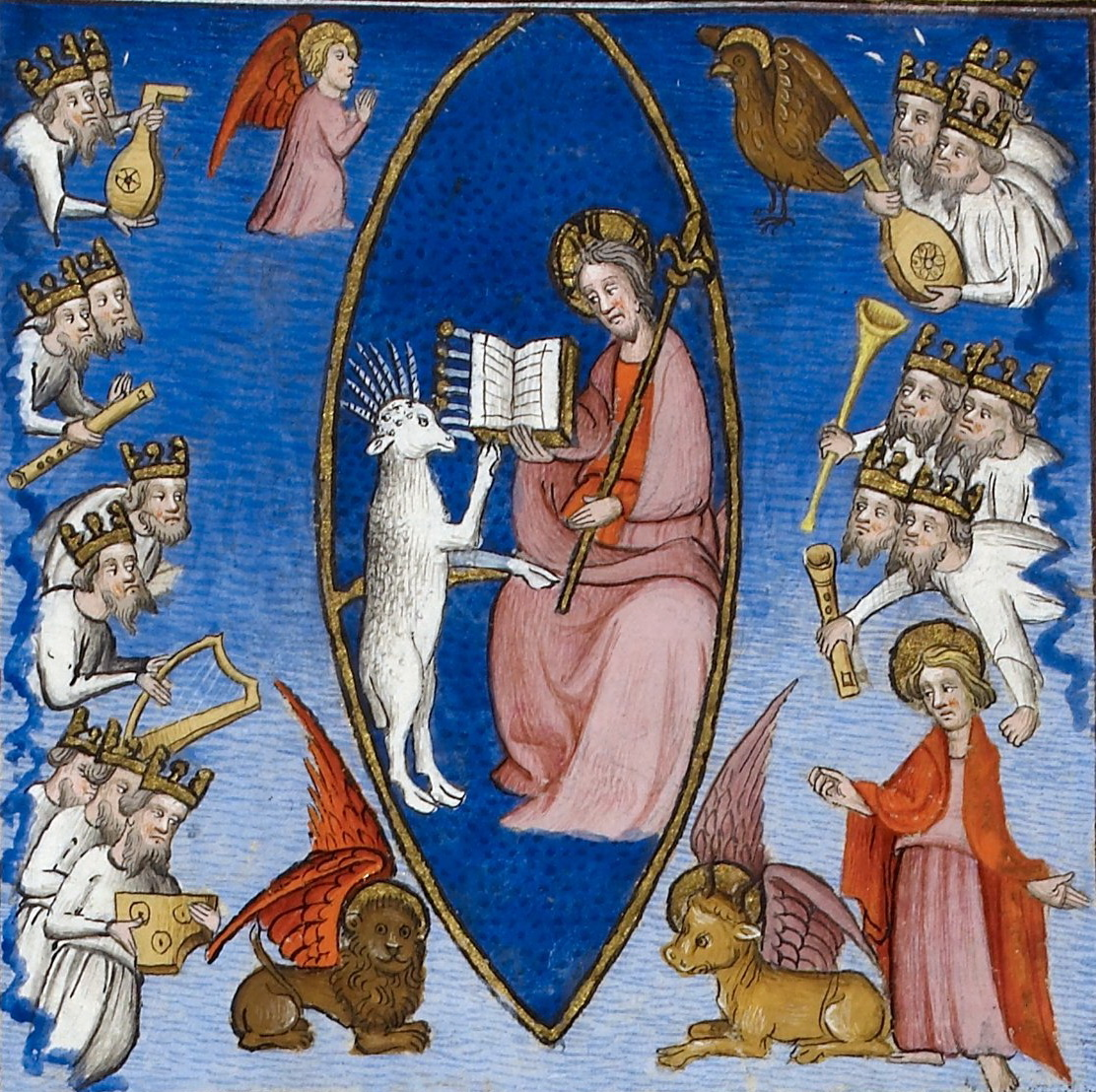
Meester van Egerton: Miniatuur met Lam en God uit de Openbaring van Johannes. God met staf.
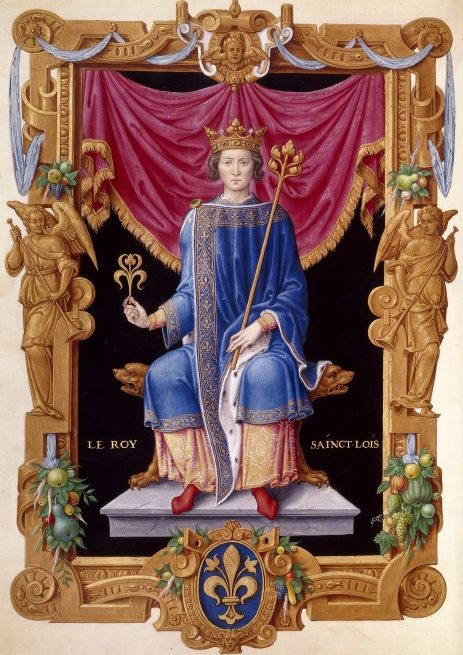
Franse Koning Louis IX. Recueil des rois de France de Jean Du Tillet, 16e eeuw. Medaillon.
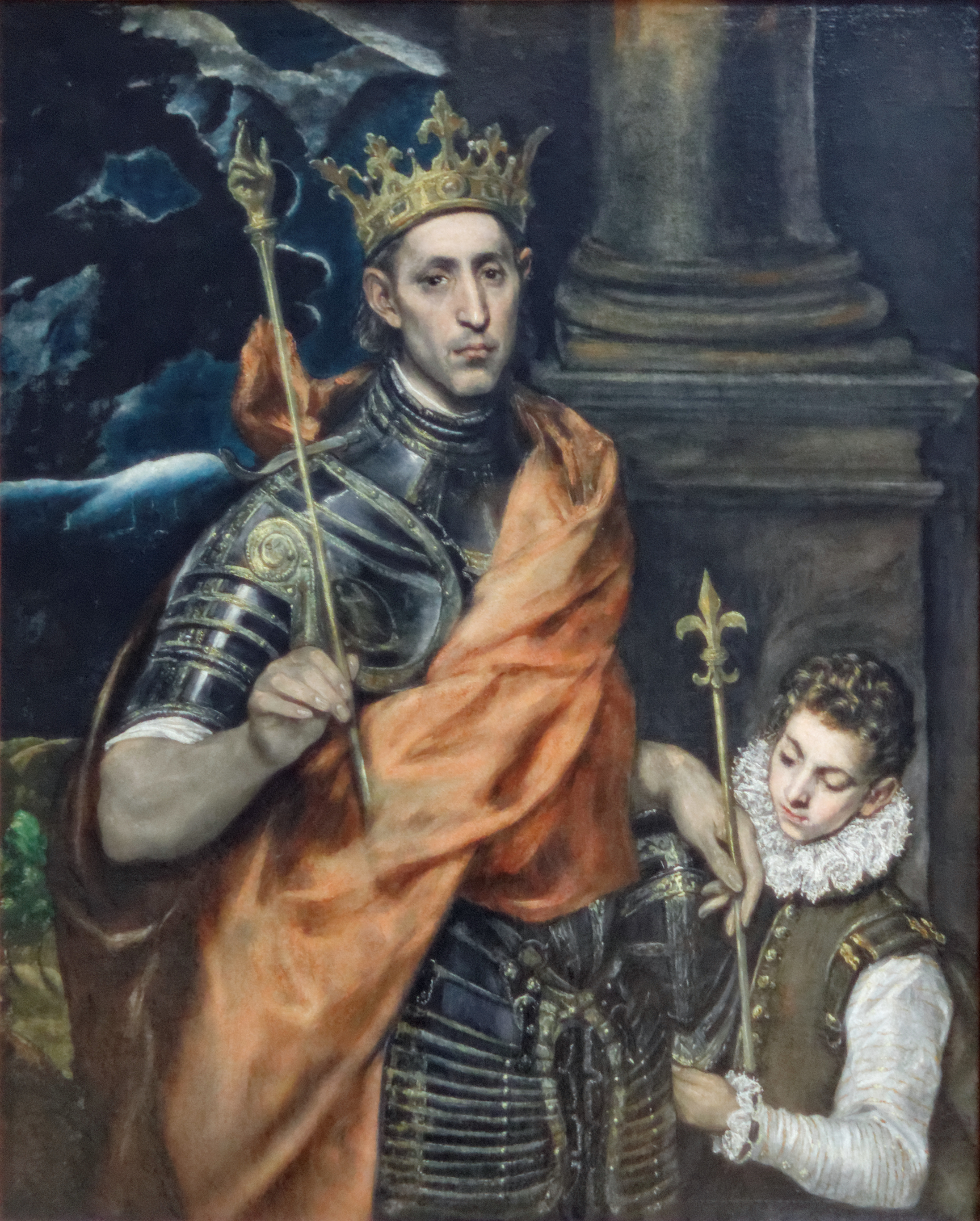
El Greco: Franse Koning Louis IX met staf in linkerhand